# 윌트셔 경찰

윌트셔 경찰

윌트셔 경찰(Wiltshire Police, 이전 이름은 윌트셔 경찰관-Wiltshire Constabulary)은 잉글랜드의 남서부 지역인 윌트셔와 스윈던의 치안을 담당하는 경찰이다.

## 본사 기반 팀
- 경찰견 담당팀 (Dog Section)
- 주요 사고 계획 (Major Incident Planning)
- 대사 조사팀 (Major Investigation Team)
- Armed Response Group
- 대테러 작전 그룹 (Counter Terrorism Group)
- Air Operations Unit
- 위기 관리 센터 (Emergency Communications Centre)
- Force Contact Centre
- Intelligence
- Corporate communication